# 22249 Dvorets Pionerov
22249 Dvorets Pionerov (1972 RF2) là một tiểu hành tinh vành đai chính được phát hiện ngày 11 tháng 9 năm 1972 bởi N. S. Chernykh ở Đài vật lý thiên văn Crimean.